# Sluizen van Ternaaien
De Sluizen van Ternaaien  (Frans: Les écluses de Lanaye) zijn een verzameling van sluizen gelegen in Ternaaien, België aan de grens met Nederland vlak bij Maastricht. De sluizen zijn het kruispunt tussen het Kanaal van Ternaaien en het Albertkanaal. De grootste van de vier sluizen, die gebouwd is in 2015, geeft doorgang aan schepen van 9000 ton, heeft de afmetingen van 225 meter in lengte, 25 meter in breedte en een diepgang van 13,68 meter.
Bij de sluizen is het Albertkanaal dwars door de Sint-Pietersberg heen aangelegd met de Doorsteek van Caestert.

## Historie
De sluizen gelegen in België aan de grens met Nederland worden ook wel de Stop van Ternaaien genoemd. In de Franse taal is dit Bouchon de Lanaye wat letterlijk vertaald flessenhals betekent. De sluizen dateren van de zestiger jaren en konden eigenlijk het toenemende rivierverkeer tussen Luik en Rotterdam niet aan. Er waren twee kleine sluizen (55 x 7,5 meter) voor schepen tot 600 ton en één grote sluis (136 x 16 meter) voor schepen tot 2000 ton.
In 2001 werd een akkoord gesloten tussen de Waalse en de Nederlandse overheid. Gezamenlijk zal een nieuwe, vierde, sluis gebouwd worden. Deze sluis krijgt een breedte van 25 meter. Dit is voldoende om vier duwbakken te kunnen laten passeren, dit in tegenstelling tot twee duwbakken die de grootste oude sluis aankan.
De twee overheden kwamen ook tot een akkoord over het budget. Iedere overheid zou verantwoordelijk zijn voor de werkzaamheden op haar eigen territorium: het Waalse Gewest 90% en de Nederlandse overheid 10%, dit zou in totaal €64.452.000 kosten. De Nederlandse overheid beloofde het Waalse Gewest financieel te steunen wanneer zij een Europese financiële bijdrage vroegen.
De ingebruikname van de nieuwe sluis zou een toename aan scheepvaartverkeer opleveren tussen de haven van Rotterdam en het Waalse gedeelte van de Maas. Dit wellicht ten koste van de haven van Antwerpen.
Met de Scheepslift van Strépy-Thieu, het uitbaggeren van het Kanaal Charleroi-Brussel, de verbreding van het Albertkanaal bij de ingang van de Haven van Antwerpen, zal de nieuwe sluis van Ternaaien bijdragen tot een goede ontsluiting van de Waalse Waterwegen en de beroepsvaart in Wallonië. Het opent ook de Rijn-Donauroute richting de Zwarte Zee en de markten van Oost- en Zuidoost-Europa.